# Chionachne biaurita
Chionachne biaurita är en gräsart som beskrevs av Eduard Hackel. Chionachne biaurita ingår i släktet Chionachne och familjen gräs. Inga underarter finns listade i Catalogue of Life.